# Liste der während der Zeit des Nationalsozialismus im Deutschen Reich gezeigten US-amerikanischen Spielfilme
Die Liste der während der Zeit des Nationalsozialismus im Deutschen Reich gezeigten US-amerikanischen Spielfilme enthält Filme aus den Vereinigten Staaten, die während der Zeit des Nationalsozialismus in den reichsdeutschen Kinos zu sehen waren. Vom letzten Jahr der Weimarer Republik, d. h. vom Jahre 1932 an, in dem der Anteil der in Kinos gezeigten US-amerikanischen Filme 25,8 Prozent betrug, wurde nach der NS-Machtergreifung der Anteil bis 1939 auf 13,9 Prozent reduziert. Ab September 1940 durften in Deutschland keine US-amerikanischen Filme mehr gezeigt werden. Diese Liste erhebt keinen Anspruch auf Vollständigkeit – wenn man nach den in Ursula Saekels US-Film-Buch angegebenen Prozentzahlen geht, wurden z. B. im Jahre 1939 insgesamt 20 US-amerikanische Spielfilme in deutschen Kinos gezeigt.

## Liste
| Jahr | Deutscher Titel                                                 | Original-Titel                    | Regisseur                                                                                               | Kino-Premiere        |
| ---- | --------------------------------------------------------------- | --------------------------------- | --- | -------------------- |
| 1930 | Die Schlacht am blauen Berge                                    | The Indians Are Coming            | Henry MacRae                                                                                            | 1936                 |
| 1931 | Buster hat nichts zu lachen                                     | Sidewalks of New York             | Zion Myers, Jules White                                                                                 | 1933 – 16. Mai       |
| 1931 | Pioniere des wilden Westens                                     | Cimarron                          | Wesley Ruggles                                                                                          | 1934 – 22. Juni      |
| 1931 | Die Sünde der Madelon Claudet                                   | The Sin of Madelon Claudet        | Edgar Selwyn                                                                                            | 1934 ?               |
| 1932 | Der Abend des 13. Juni                                          | The Night of June 13              | Stephen Roberts                                                                                         | 1934 – 5. Mai        |
| 1932 | Arsene Lupin, der König der Diebe                               | Arsene Lupin                      | Jack Conway                                                                                             | 1933 – 3. Juni       |
| 1932 | Back Street                                                     | Back Street                       | John M. Stahl                                                                                           | 1933 – 13. November  |
| 1932 | Cynara                                                          | Cynara                            | King Vidor                                                                                              | 1934 – 13. Juli      |
| 1932 | Frechheit siegt                                                 | Fast Life                         | Harry A. Pollard                                                                                        | 1933 – 20. November  |
| 1932 | Die gelbe Hölle                                                 | Red Dust                          | Victor Fleming                                                                                          | 1933 – 27. Oktober   |
| 1932 | Ich bin ein entflohener Kettensträfling                         | I Am a Fugitive from a Chain Gang | Mervyn LeRoy                                                                                            | 1933 – 16. März      |
| 1932 | Im Zeichen des Kreuzes                                          | The Sign of the Cross             | Cecil B. DeMille                                                                                        | 1933 – 17. März      |
| 1932 | Laurel und Hardy: Die Teufelsbrüder                             | Pack Up Your Troubles             | George Marshall, Raymond McCarey                                                                        | 1933 – 12. Dezember  |
| 1932 | Liebesleid                                                      | Smilin’ Through                   | Sidney Franklin                                                                                         | 1934 – 24. April     |
| 1932 | Menschen im Hotel                                               | Grand Hotel                       | Edmund Goulding                                                                                         | 1933 – 14. Februar   |
| 1932 | Rasputin: Der Dämon Rußlands                                    | Rasputin and the Empress          | Richard Boleslawski                                                                                     | 1933 – 27. Oktober   |
| 1932 | Der Tag, an dem die Bank gestürmt wurde                         | American Madness                  | Frank Capra                                                                                             | 1933 – 22. Mai       |
| 1932 | Tiger Hai                                                       | Tiger Shark                       | Howard Hawks                                                                                            | 1933 – 14. Juli      |
| 1932 | Tom Mix räumt auf                                               | The Texas Bad Man                 | Edward Laemmle                                                                                          | 1935 – 9. August     |
| 1932 | Um eine Fürstenkrone                                            | A Woman Commands                  | Paul Ludwig Stein                                                                                       | 1935 – April         |
| 1932 | Der weiße Adler                                                 | White Eagle                       | Lambert Hillyer                                                                                         | 1933 – 4. August     |
| 1932 | Wenn ich eine Million hätte                                     | If I Had A Million                | Norman Z. McLeod, Stephen Roberts, H. Bruce Humberstone, James Cruze, Ernst Lubitsch, William A. Seiter | 1933 – 20. Oktober   |
| 1932 | Wie Du mich wünschst                                            | As You Desire Me                  | George Fitzmaurice                                                                                      | 1933 – 3. Oktober    |
| 1933 | Abenteuer in zwei Erdteilen                                     | King of the Jungle                | H. Bruce Humberstone, Max Marcin                                                                        | 1934 – 19. Januar    |
| 1933 | Alles für das Kind                                              | A Bedtime Story                   | Norman Taurog                                                                                           | 1933 – 8. September  |
| 1933 | Dinner um acht                                                  | Dinner at Eight                   | George Cukor                                                                                            | 1934 – 19. Januar    |
| 1933 | Eskimo                                                          | Eskimo                            | W. S. Van Dyke                                                                                          | 1934 – 8. August     |
| 1933 | Flucht vor dem Gestern                                          | Pick Up                           | Marion Gering                                                                                           | 1933 – 7. Oktober    |
| 1933 | Eine Frau vergißt nicht                                         | Only Yesterday                    | John M. Stahl                                                                                           | 1934 – 18. Mai       |
| 1933 | Der Held von Texas                                              | Rustlers’ Roundup                 | Henry MacRae                                                                                            | 1936 – 29. Mai       |
| 1933 | Ich tanze nur für Dich                                          | Dancing Lady                      | Robert Z. Leonard                                                                                       | 1934 – 12. Oktober   |
| 1933 | Jahrmarktsrummel                                                | State Fair                        | Henry King                                                                                              | 1933 – 5. November   |
| 1933 | Jennie Gerhardt                                                 | Jennie Gerhardt                   | Marion Gering                                                                                           | 1933 – 2. November   |
| 1933 | Kavalkade                                                       | Cavalcade                         | Frank Lloyd                                                                                             | 1933 – 28. September |
| 1933 | King Kong und die weiße Frau                                    | King Kong                         | Merian C. Cooper, Ernest B. Schoedsack                                                                  | 1933 – 1. Dezember   |
| 1933 | Königin Christine                                               | Queen Christina                   | Rouben Mamoulian                                                                                        | 1934 – 24. Oktober   |
| 1933 | Laurel und Hardy: Die Wüstensöhne                               | Sons of the Desert                | William A. Seiter                                                                                       | 1934 – 30. August    |
| 1933 | Laurel und Hardy: Hände hoch – oder nicht                       | The Devil’s Brother               | Hal Roach, Charley Rogers                                                                               | 1933 – 5. September  |
| 1933 | Ein Mann geht seinen Weg                                        | Looking Forward                   | Clarence Brown                                                                                          | 1933 – 17. Mai       |
| 1933 | Männer ohne Nerven                                              | Lucky Devils                      | Ralph Ince                                                                                              | 1935 – 25. April     |
| 1933 | Männer um eine Frau                                             | The Prizefighter and the Lady     | W. S. Van Dyke, Howard Hawks                                                                            | 1934 – 15. März      |
| 1933 | Nachtflug                                                       | Night Flight                      | Clarence Brown                                                                                          | 1934 – 31. März      |
| 1933 | Revolution der Jugend                                           | This Day and Age                  | Cecil B. DeMille                                                                                        | 1934 – 4. Januar     |
| 1933 | Die schwimmende Stadt                                           | Luxury Liner                      | Lothar Mendes                                                                                           | 1933 – Dezember      |
| 1933 | Die weiße Schwester                                             | The White Sister                  | Victor Fleming                                                                                          | 1933 – 28. November  |
| 1933 | Wiegenlied                                                      | Cradle Song                       | Mitchell Leisen                                                                                         | 1934 – 16. Februar   |
| 1933 | Zoo in Budapest                                                 | Zoo in Budapest                   | Rowland V. Lee                                                                                          | 1933 – 13. Oktober   |
| 1934 | Bolero                                                          | Bolero                            | Wesley Ruggles                                                                                          | 1934 – 7. September  |
| 1934 | Der bunte Schleier                                              | The Painted Veil                  | Richard Boleslawski                                                                                     | 1935 – 5. April      |
| 1934 | Cleopatra                                                       | Cleopatra                         | Cecil B. DeMille                                                                                        | 1934 – 12. Dezember  |
| 1934 | Es geschah in einer Nacht                                       | It Happened One Night             | Frank Capra                                                                                             | 1935 – 15. Oktober   |
| 1934 | Fahrt ins Blaue                                                 | Three on a Honeymoon              | James Tinling                                                                                           | 1934 – 19. November  |
| 1934 | Hafengasse Nr. 4                                                | Wharf Angel                       | William Cameron Menzies, George Somnes                                                                  | 1934 – 3. Dezember   |
| 1934 | Harold Lloyd, der Strohmann                                     | The Cat’s Paw                     | Sam Taylor                                                                                              | 1934 – 20. November  |
| 1934 | Heirate nie beim ersten Mal                                     | Forsaking All Others              | W. S. Van Dyke                                                                                          | 1935 – 21. Juli      |
| 1934 | In goldenen Ketten                                              | Chained                           | Clarence Brown                                                                                          | 1935 – 28. Mai       |
| 1934 | Laurel und Hardy: Rache ist süß                                 | Babes in Toyland                  | Gus Meins, Charley Rogers                                                                               | 1935 – 25. Februar   |
| 1934 | Das leuchtende Ziel                                             | One Night of Love                 | Victor Schertzinger                                                                                     | 1935 – 8. Februar    |
| 1934 | Madame Dubarry                                                  | Madame Du Barry                   | William Dieterle                                                                                        | 1935 – 17. Mai       |
| 1934 | Der Präriereiter                                                | The Red Rider                     | Lew Landers                                                                                             | 1936                 |
| 1934 | Das Rätsel von Monte Christo                                    | The Count of Monte Cristo         | Rowland V. Lee                                                                                          | 1935 – 14. Mai       |
| 1934 | Die scharlachrote Kaiserin                                      | The Scarlet Empress               | Josef von Sternberg                                                                                     | 1934 – 14. September |
| 1934 | Die Schatzinsel                                                 | Treasure Island                   | Victor Fleming                                                                                          | 1935 – 20. April     |
| 1934 | Schrei der Gehetzten                                            | Viva Villa!                       | Jack Conway                                                                                             | 1936 – 13. Oktober   |
| 1934 | Sequoia – Herrin der Wildnis                                    | Sequoia                           | Chester M. Franklin                                                                                     | 1936 – 11. September |
| 1934 | Shirley’s großes Spiel                                          | Baby, Take a Bow                  | Harry Lachman                                                                                           | 1934 – 7. September  |
| 1934 | Solche Frauen sind gefährlich                                   | Such Women Are Dangerous          | James Flood                                                                                             | 1934 – 9. August     |
| 1934 | Das Taucherduell                                                | No More Women                     | Albert S. Rogell                                                                                        | 1935 – 8. März       |
| 1934 | Treffpunkt: Paris!                                              | Now and Forever                   | Henry Hathaway                                                                                          | 1937 – 12. Mai       |
| 1934 | Unser tägliches Brot                                            | Our Daily Bread                   | King Vidor                                                                                              | 1936 – 5. August     |
| 1934 | Wo ist das Kind der Madeleine F.?                               | Miss Fane’s Baby Is Stolen        | Alexander Hall                                                                                          | 1934 – 3. Mai        |
| 1934 | Wovon Mädchen träumen                                           | Bottoms Up                        | David Butler                                                                                            | 1934 – 24. Juli      |
| 1935 | Abenteuer im Gelben Meer                                        | China Seas                        | Tay Garnett                                                                                             | 1936 – 12. März      |
| 1935 | Anna Karenina                                                   | Anna Karenina                     | Clarence Brown                                                                                          | 1936 – 13. Januar    |
| 1935 | Bengali                                                         | The Lives of a Bengal Lancer      | Henry Hathaway                                                                                          | 1935 – 21. Februar   |
| 1935 | Broadway-Melodie 1936                                           | Broadway Melody of 1936           | Roy Del Ruth                                                                                            | 1936 – 25. Februar   |
| 1935 | David Copperfield                                               | David Copperfield                 | George Cukor                                                                                            | 1935 – 20. Dezember  |
| 1935 | Erpresser                                                       | Without Regret                    | Harold Young                                                                                            | 1938 – 14. Oktober   |
| 1935 | Die Farm am Mississippi                                         | So Red the Rose                   | King Vidor                                                                                              | 1937 – 11. Juni      |
| 1935 | Eine Frau von 20 Jahren                                         | Accent on Youth                   | Wesley Ruggles                                                                                          | 1936 – 7. Februar    |
| 1935 | Frauen – Launen                                                 | The Bride Comes Home              | Wesley Ruggles                                                                                          | 1937 – 11. Mai       |
| 1935 | Goldfieber in Alaska                                            | Call of the Wild                  | William A. Wellman                                                                                      | 1937 – 7. Mai        |
| 1935 | Helden von heute                                                | West Point of the Air             | Richard Rosson                                                                                          | 1935 – 19. August    |
| 1935 | Hinter den Kulissen                                             | Metropolitan                      | Richard Boleslawski                                                                                     | 1936 – 6. Februar    |
| 1935 | Ich lebe mein Leben                                             | I Live My Life                    | W. S. Van Dyke                                                                                          | 1936 – 21. Dezember  |
| 1935 | Kampf um Indien                                                 | Clive of India                    | Richard Boleslawski                                                                                     | 1937 – 18. Mai       |
| 1935 | Der kleinste Rebell                                             | The Littlest Rebel                | David Butler                                                                                            | 1936 – 5. August     |
| 1935 | Kreuzritter – Richard Löwenherz                                 | The Crusades                      | Cecil B. DeMille                                                                                        | 1935 – 29. Oktober   |
| 1935 | Laurel und Hardy: Wir sind vom schottischen Infanterie-Regiment | Bonnie Scotland                   | James W. Horne                                                                                          | 1936 – 8. Mai        |
| 1935 | Leise kommt das Glück zu Dir                                    | Let’s Live Tonight                | Victor Schertzinger                                                                                     | 1935 – 10. September |
| 1935 | Das letzte Fort                                                 | The Last Outpost                  | Charles Barton, Louis J. Gasnier                                                                        | 1936 – 27. Januar    |
| 1935 | Licht im Dunkeln                                                | Wings in the Dark                 | James Flood                                                                                             | 1935                 |
| 1935 | Lockenköpfchen                                                  | Curly Top                         | Irving Cummings                                                                                         | 1936 – 9. März       |
| 1935 | Madame befiehlt!                                                | Enter Madame!                     | Elliott Nugent                                                                                          | 1935                 |
| 1935 | Mädchen in Schanghai                                            | Shanghai                          | James Flood                                                                                             | 1938 – 15. September |
| 1935 | Männer ohne Namen                                               | Men Without Names                 | Ralph Murphy                                                                                            | 1936 – 6. Mai        |
| 1935 | Meuterei auf der Bounty                                         | Mutiny on the Bounty              | Frank Lloyd                                                                                             | 1936 – 8. September  |
| 1935 | Nach Büroschluß                                                 | After Office Hours                | Robert Z. Leonard                                                                                       | 1936 – 6. Februar    |
| 1935 | Oberarzt Dr. Monet                                              | Private Worlds                    | Gregory La Cava                                                                                         | 1935 – 3. Oktober    |
| 1935 | Die öffentliche Meinung                                         | Reckless                          | Victor Fleming                                                                                          | 1935 – 10. Dezember  |
| 1935 | Peter Ibbetson                                                  | Peter Ibbetson                    | Henry Hathaway                                                                                          | 1936 – 15. Mai       |
| 1935 | Polizeiauto 99                                                  | Car 99                            | Charles Barton                                                                                          | 1935 – 4. Oktober    |
| 1935 | Sein letztes Kommando                                           | Annapolis Farewell                | Alexander Hall                                                                                          | 1936 – 21. Februar   |
| 1935 | Tolle Marietta                                                  | Naughty Marietta                  | W. S. Van Dyke                                                                                          | 1935 – 19. September |
| 1936 | Ausgerechnet Weltmeister                                        | The Milky Way                     | Leo McCarey                                                                                             | 1936 – 19. Mai       |
| 1936 | A Message to Garcia                                             | A Message to Garcia               | George Marshall                                                                                         | 1936 – 28. August    |
| 1936 | Die Dschungel-Prinzessin                                        | The Jungle Princess               | Wilhelm Thiele                                                                                          | 1938 – 16. Juni      |
| 1936 | Frauenehre                                                      | Private Number                    | Roy Del Ruth                                                                                            | 1938 – 23. Juni      |
| 1936 | Gefahr!                                                         | And Sudden Death                  | Charles Barton                                                                                          | 1936 – 15. Dezember  |
| 1936 | Geheimnisvolle Passagiere                                       | Florida Special                   | Ralph Murphy                                                                                            | 1938 – 4. Oktober    |
| 1936 | Gier nach Gold                                                  | Robin Hood of El Dorado           | William A. Wellman                                                                                      | 1937 – 16. Februar   |
| 1936 | Grenzpolizei Texas                                              | The Texas Rangers                 | King Vidor                                                                                              | 1937 – 14. Mai       |
| 1936 | Hände hoch!                                                     | The Country Beyond                | Eugene Forde                                                                                            | 1938 – 16. Juni      |
| 1936 | Die Kameliendame                                                | Camille                           | George Cukor                                                                                            | 1937 – 5. November   |
| 1936 | Kleinstadtmädel                                                 | Small Town Girl                   | William A. Wellman                                                                                      | 1937 – 25. Mai       |
| 1936 | Lustige Sünder                                                  | Libeled Lady                      | Jack Conway                                                                                             | 1937 – 1. Oktober    |
| 1936 | Mississippi-Melodie                                             | Banjo on My Knee                  | John Cromwell                                                                                           | 1937 – 9. Juli       |
| 1936 | Nach Mexiko verschleppt                                         | Woman Trap                        | Harold Young                                                                                            | 1938 – 10. November  |
| 1936 | Perlen zum Glück                                                | Desire                            | Frank Borzage                                                                                           | 1936 – 2. April      |
| 1936 | Eine Prinzessin für Amerika                                     | The Princess Comes Across         | William K. Howard                                                                                       | 1936 – 28. Oktober   |
| 1936 | Ramona                                                          | Ramona                            | Henry King                                                                                              | 1937 – 9. März       |
| 1936 | Rose-Marie                                                      | Rose-Marie                        | W. S. Van Dyke                                                                                          | 1939 – 8. November   |
| 1936 | San Franzisko                                                   | San Francisco                     | W. S. Van Dyke                                                                                          | 1936 – 31. Dezember  |
| 1936 | Seine Sekretärin                                                | Wife vs. Secretary                | Clarence Brown                                                                                          | 1936 – 22. Juli      |
| 1936 | Shirley Ahoi!                                                   | Captain January                   | David Butler                                                                                            | 1936 – 16. Oktober   |
| 1936 | Signale nach London                                             | Lloyd’s of London                 | Henry King                                                                                              | 1937 – 29. April     |
| 1936 | Sonnenscheinchen                                                | Stowaway                          | William A. Seiter                                                                                       | 1937 – 29. April     |
| 1936 | Der springende Punkt                                            | Pigskin Parade                    | David Butler                                                                                            | 1937 – 23. Juli      |
| 1936 | Theodora wird wild                                              | Theodora Goes Wild                | Richard Boleslawski                                                                                     | 1938 – 22. Februar   |
| 1936 | Um den Krügerdiamanten                                          | The Return of Sophie Lang         | George Archainbaud                                                                                      | 1936 – 24. November  |
| 1936 | Und sowas nennt sich Detektiv                                   | After the Thin Man                | W. S. Van Dyke                                                                                          | 1938 – 18. Januar    |
| 1936 | Verrat – Die Abenteuer des Buffalo Bill                         | The Plainsman                     | Cecil B. DeMille                                                                                        | 1940 – März          |
| 1936 | Wenn der Vater mit dem Sohne…                                   | Piccadilly Jim                    | Robert Z. Leonard                                                                                       | 1937 – 7. Juli       |
| 1936 | Zum Tanzen geboren                                              | Born to Dance                     | Roy Del Ruth                                                                                            | 1937 – 16. März      |
| 1936 | Zwischen Haß und Liebe                                          | His Brother’s Wife                | W. S. Van Dyke                                                                                          | 1938 – 1. Juni       |
| 1937 | Broadway-Melodie 1938                                           | Broadway Melody of 1938           | Roy Del Ruth                                                                                            | 1938 – 11. April     |
| 1937 | Die Spielhölle von Wyoming                                      | Born to the West                  | Charles Barton                                                                                          | 1938                 |
| 1937 | Café Metropol                                                   | Café Metropole                    | Edward H. Griffith                                                                                      | 1938 – 26. Juli      |
| 1937 | Doppelhochzeit                                                  | Double Wedding                    | Richard Thorpe                                                                                          | 1938 – 16. August    |
| 1937 | Frisco-Express                                                  | Wells Fargo                       | Frank Lloyd                                                                                             | 1938 – 8. März       |
| 1937 | Fünflinge                                                       | The Country Doctor                | Henry King                                                                                              | 1937 – 5. Februar    |
| 1937 | Geächtet                                                        | Outcast                           | Robert Florey                                                                                           | 1937 – 14. November  |
| 1937 | Gehn wir bummeln                                                | On the Avenue                     | Roy Del Ruth                                                                                            | 1937 – 12. August    |
| 1937 | Heidi                                                           | Heidi                             | Allan Dwan                                                                                              | 1938 – 13. Dezember  |
| 1937 | … heute Abend – Hotel Ritz                                      | Dinner at the Ritz                | Harold D. Schuster                                                                                      | 1938 – 15. Juli      |
| 1937 | Hoheit tanzt inkognito                                          | Rosalie                           | W. S. Van Dyke                                                                                          | 1938 – 19. Dezember  |
| 1937 | Im Kreuzverhör                                                  | Maid of Salem                     | Frank Lloyd                                                                                             | 1937 – 1. November   |
| 1937 | Im siebenten Himmel                                             | Seventh Heaven                    | Henry King                                                                                              | 1937 – 8. Dezember   |
| 1937 | Juwelenraub im Westexpress                                      | Sophie Lang Goes West             | Charles Reisner                                                                                         | 1937 – 8. Juli       |
| 1937 | Laurel und Hardy: Zwei ritten nach Texas                        | Way Out West                      | James W. Horne                                                                                          | 1937 – 21. Oktober   |
| 1937 | Der Liebesreporter                                              | Love Is News                      | Tay Garnett                                                                                             | 1937 – 30. Dezember  |
| 1937 | Maienzeit                                                       | Maytime                           | Robert Z. Leonard                                                                                       | 1938 – 5. Januar     |
| 1937 | Der Mann mit dem Kuckuck                                        | Personal Property                 | W. S. Van Dyke                                                                                          | 1937 – 7. Dezember   |
| 1937 | Manuel                                                          | Captains Courageous               | Victor Fleming                                                                                          | 1938 – 26. Januar    |
| 1937 | Mitternachts-Taxe                                               | Midnight Taxi                     | Eugene Forde                                                                                            | 1940 – 9. Mai        |
| 1937 | Mord im Nebel                                                   | Bulldog Drummond Escapes          | James P. Hogan                                                                                          | 1938 – 1. Februar    |
| 1937 | Pariser Bekanntschaft                                           | I Met Him in Paris                | Wesley Ruggles                                                                                          | 1937 – 12. November  |
| 1937 | Rekrut Willie Winkie                                            | Wee Willie Winkie                 | John Ford                                                                                               | 1937 – 29. Dezember  |
| 1937 | Saratoga                                                        | Saratoga                          | Jack Conway                                                                                             | 1938 – 4. Dezember   |
| 1937 | Schiffbruch der Seelen                                          | Souls at Sea                      | Henry Hathaway                                                                                          | 1938 – 21. Februar   |
| 1937 | Scotland Yard greift ein                                        | Bulldog Drummond’s Revenge        | Louis King                                                                                              | 1938 – 9. Juni       |
| 1937 | Seekadetten                                                     | Navy, Blue and Gold               | Sam Wood                                                                                                | 1939 – 10. Februar   |
| 1937 | Das Sklavenschiff                                               | The Slave Ship                    | Tay Garnett                                                                                             | 1937 – 16. September |
| 1937 | Die Spielhölle von Wyoming                                      | Born to the West                  | Charles Barton                                                                                          | 1938 – 28. November  |
| 1937 | Tarantella                                                      | The Firefly                       | Robert Z. Leonard                                                                                       | 1938 – 21. Juli      |
| 1937 | Topper – Das blonde Gespenst                                    | Topper                            | Norman Z. McLeod                                                                                        | 1938 – 24. Juni      |
| 1937 | Unter Mordverdacht                                              | Night Club Scandal                | Ralph Murphy                                                                                            | 1938 – 13. Mai       |
| 1937 | Unter vier Augen                                                | This Is My Affair                 | William A. Seiter                                                                                       | 1938 – 19. April     |
| 1937 | Zigeunerprinzessin                                              | Wings of the Morning              | Glenn Tryon, Harold D. Schuster                                                                         | 1937 – 18. Juli      |
| 1938 | Auf verbotenen Wegen                                            | Ride a Crooked Mile               | Alfred E. Green                                                                                         | 1939 – 19. Oktober   |
| 1938 | Betrüger am Werk                                                | Sunset Trail                      | Lesley Selander                                                                                         | 1939 – 20. Juli      |
| 1938 | Chicago                                                         | In Old Chicago                    | Henry King                                                                                              | 1938 – 11. Juli      |
| 1938 | Die Eiskönigin                                                  | Happy Landing                     | Roy Del Ruth                                                                                            | 1938 – 25. Juni      |
| 1938 | Entführt                                                        | Kidnapped                         | Otto Preminger                                                                                          | 1939 – 3. März       |
| 1938 | Gefährliche Mitwisser                                           | Dangerous To Know                 | Robert Florey                                                                                           | 1938 – 5. August     |
| 1938 | Die goldene Peitsche                                            | Kentucky                          | David Butler                                                                                            | 1939 – 19. September |
| 1938 | Im goldenen Westen                                              | The Girl of the Golden West       | Robert Z. Leonard                                                                                       | 1938 – 23. Dezember  |
| 1938 | Josette                                                         | Josette                           | Allan Dwan                                                                                              | 1939 – 10. August    |
| 1938 | Der Lausbub aus Amerika                                         | A Yank at Oxford                  | Jack Conway                                                                                             | 1938 – 26. September |
| 1938 | Lord Jeff                                                       | Lord Jeff                         | Sam Wood                                                                                                | 1938 – 19. Oktober   |
| 1938 | Piraten in Alaska                                               | Spawn of the North                | Henry Hathaway                                                                                          | 1939 – 3. März       |
| 1938 | Schüsse in der Prärie                                           | In Old Mexico                     | Edward D. Venturini                                                                                     | 1939 – 31. Januar    |
| 1938 | Scotland Yard auf falscher Spur                                 | Bulldog Drummond in Africa        | Louis King                                                                                              | 1938 – 6. Dezember   |
| 1938 | Scotland Yard erläßt Haftbefehl                                 | Arrest Bulldog Drummond           | James P. Hogan                                                                                          | 1939 – 20. Juli      |
| 1938 | Shirley auf Welle 303                                           | Rebecca of Sunnybrook Farm        | Allan Dwan                                                                                              | 1938 – 26. August    |
| 1938 | Suez                                                            | Suez                              | Allan Dwan                                                                                              | 1939 – Dezember      |
| 1938 | Über die Grenze entkommen                                       | The Texans                        | James P. Hogan                                                                                          | 1939 – 24. Mai       |
| 1938 | Vier Mann – Ein Schwur                                          | Four Men and a Prayer             | John Ford                                                                                               | 1939 – 24. März      |
| 1938 | Der weiße Tiger                                                 | The White Tiger                   | Clyde E. Elliott                                                                                        | 1939 – 31. Januar    |
| 1938 | Wenn ich König wär                                              | If I Were King                    | Frank Lloyd                                                                                             | 1938 – 9. Februar    |
| 1938 | Der Werkpilot                                                   | Test Pilot                        | Victor Fleming                                                                                          | 1938 – September     |
| 1938 | Wie leben wir doch glücklich!                                   | Merrily We Live                   | Norman Z. McLeod                                                                                        | 1938 – 11. November  |
| 1938 | Zu heiß zum Anfassen                                            | Too Hot to Handle                 | Jack Conway                                                                                             | 1939 – 29. September |
| 1939 | Auf in den Kampf                                                | Stand Up and Fight                | W. S. Van Dyke                                                                                          | 1939 – 4. September  |
| 1939 | Fräulein Winnetou                                               | Susannah of the Mounties          | William A. Seiter, Walter Lang                                                                          | 1939 – 28. November  |
| 1939 | Die Frau gehört mir                                             | Union Pacific                     | Cecil B. DeMille                                                                                        | 1939 – 15. September |
| 1939 | Der Frechdachs von Arizona                                      | The Arizona Wildcat               | Herbert I. Leeds                                                                                        | 1939 – 11. August    |
| 1939 | Der große Betrug                                                | The Lady’s from Kentucky          | Alexander Hall                                                                                          | 1939 – 31. Dezember  |
| 1939 | In der Maske des Bruders                                        | Silver on the Sage                | Lesley Selander                                                                                         | 1939 – 28. Oktober   |
| 1939 | Irrwege der Liebe                                               | Broadway Serenade                 | Robert Z. Leonard                                                                                       | 1940 – 17. April     |
| 1939 | Rivalen                                                         | Let Freedom Ring                  | Jack Conway                                                                                             | 1940 – 27. Februar   |
| 1939 | Scotland Yard blamiert sich                                     | Bulldog Drummond’s Secret Police  | James P. Hogan                                                                                          | 1940 – 7. Juni       |
| 1939 | Südsee-Nächte                                                   | Honolulu                          | Edward Buzzell                                                                                          | 1939 – 20. Dezember  |